# Securidaca paniculata
Securidaca paniculata là một loài thực vật có hoa trong họ Polygalaceae. Loài này được Rich. miêu tả khoa học đầu tiên năm 1792.